# NGC 887
NGC 887 é uma galáxia espiral barrada (SBc) localizada na direcção da constelação de Cetus. Possui uma declinação de -16° 04' 09" e uma ascensão recta de 2 horas, 19 minutos e 32,6 segundos.
A galáxia NGC 887 foi descoberta em 30 de Dezembro de 1785 por William Herschel.